# 斯特凡·巴拿赫
斯特凡·巴拿赫（波蘭語：Stefan Banach，波蘭語發音：[ˈstɛfan ˈbanax] ⓘ；1892年3月30日—1945年8月31日），波兰数学家。

## 生平
斯特凡·巴拿赫1892年出生于波兰的克拉科夫，童年时被收养，并在他养父母的家中长大。从1902年到1910年他在克拉科夫第四中学上学。毕业后他在克拉科夫的一个书店工作，同时自学数学。从1911年到1913年他在利沃夫的一个理工学院读书，在那里他完成了基本学科。
第一次世界大战爆发后他做造路工人。回到克拉科夫后他靠帮别人补课赚钱，同时继续自学数学。1916年胡戈·施泰因豪斯偶然结识了巴拿赫并对他感兴趣，两人共同发表了一篇论文并开始了他们的长期合作。通过斯廷豪斯巴拿赫在利沃夫理工学院的机械系获得了一个数学助教的工作，他从1920年到1922年在那里工作。
1922年巴拿赫在利沃夫的大学获得博士学位，他的博士论文的题目是《关于抽象集合的操作及其在微分方程中的应用》（Sur les opérations dans les ensembles abstraits et leur application aux équations intégrales），通过这篇论文他创立了一个新的数学领域：泛函分析。同年6月30日他获得了教授资格，7月22日他成为利沃夫大学的例外教授。1927年转为正式教授。到1939年为止他在当地的大学任第二数学教授。
1939年苏联红军和后来德国军队入侵乌克兰后他成为当地大学的第一数学分析教授（从1939年到1941年和从1944年到1945年）。从1939年到1941年他还是哲学系的主任。他是一个非常好的教师，写了多部教科书，其中甚至包括中学教科书。
巴拿赫最早的工作是关于傅里叶级数的。他与斯廷豪斯的第一篇论文讨论了傅里叶级数的部分和的收敛问题并能够明确证明这个问题是不收敛的。此外他还研究了无穷级数的内积空间、麦克斯韦方程组、可测函数的导数以及测度。
在他的博士论文和在他的著作《线性操作理论》（Théorie des opérations linéaires）中他定义了巴拿赫空间。他奠定了泛函分析的基础并证明了其基本定理。他引入了泛函分析中有效的术语，并首次对这个方面讲课。
1924年，巴拿赫与阿尔弗雷德·塔斯基（Alfred Tarski）一起提出了巴拿赫-塔斯基悖论。这个悖论被看作是现代数学中最奇特的理论之一。
巴拿赫一生写了60多篇科学论文，发现了许多新的定理，这些定理后来成为数学不同领域的基础。他的工作方式、他的特有的科学直觉、他的直接的和宽容的性格使得他能够与斯廷豪斯一起奠定了利沃夫学派。
1919年他是波兰数学协会成立时的成员之一，1923年他被收录入利沃夫科学协会，1924年他成为波兰科学院的通讯成员，1927年正式成员，1931年华沙科学协会成员，从1932年到1936年他是波兰数学协会的副主席，从1939年到1945年波兰数学协会主席。
1930年利沃夫市授予他科学奖，1939年波兰科学院授予他大奖，同年他成为乌克兰苏维埃共和国科学院通讯成员。
德国占领时期他为当地的细菌学研究所献喂养跳蚤的血来养活全家。
1945年8月31日巴拿赫因肺癌在乌克兰的利沃夫逝世，逝世后在当地被葬。1946年波兰数学协会为纪念他颁发巴拿赫奖。许多大学城市里有以他命名的街道。

## 成果
- 巴拿赫空间
- 巴拿赫代数
- 巴拿赫-斯坦豪斯定理
- 巴拿赫-塔斯基悖论
- 哈恩-巴拿赫定理
- 巴拿赫不动点定理